# Sonya Walger
Sonya Walger (London, Anglia, 1974. június 6. –) angol színésznő.

## Élete és pályafutása
London Hampstead városrészében született.
Tanulmányait a független Wycombe Abbey School-ban és az oxfordi Christ Church-ben végezte, ahol angol irodalmat tanult. Társalgási szinten beszél franciául és folyékonyan beszél spanyolul, mivel apja argentin.
Férje Davey Holmes amerikai forgatókönyvíró, producer és drámaíró, akivel 2009 júliusában házasodtak össze. Los Angeles-ben élnek.

## Filmográfia

### Film
| Év   | Magyar cím           | Eredeti cím                 | Szerep                                  | Magyar hang  |
| ---- | -------------------- | --------------------------- | --------------------------------------- | ------------ |
| 2000 |                      | Eisenstein                  | Zina                                    |              |
| 2001 |                      | The Search for John Gissing | Mary nővér                              |              |
| 2002 |                      | 40 (rövidfilm)              | Alice                                   |              |
| 2006 | A kávézó             | Caffeine                    | Gloria                                  | Oláh Orsolya |
| 2012 |                      | The Factory                 | Shelley                                 |              |
| 2013 | Vizsga két személyre | Admission                   | Helen                                   | Spilák Klára |
| 2013 |                      | Cold Turkey                 | Lindsay                                 |              |
| 2014 | Hazárdjáték          | The Gambler                 | Angelina (stáblistán nincs feltüntetve) |              |
| 2015 |                      | The Escort                  | Samantha                                |              |
| 2016 |                      | Summer of 8                 | Diane                                   |              |
| 2018 |                      | Anon                        | Kristen                                 |              |
| 2018 | Indulás              | Then Came You               | Claire                                  | Farkas Zita  |
| 2019 |                      | Clementine                  | D.                                      |              |
| 2019 |                      | Bad Impulse                 | Christine Sharpe                        |              |
| 2020 |                      | Anderson Falls              | Jane Wilson                             |              |
| 2023 |                      | New Life                    | Elsa Gray                               |              |

### Televízió
| Év        | Magyar cím                                  | Eredeti cím                             | Szerep                       | Megjegyzések                                                     |
| --------- | ------------------------------------------- | --------------------------------------- | ---------------------------- | ---------------------------------------------------------------- |
| 1998      | A Nap heve                                  | Heat of the Sun                         | Hilde Van der Vuurst         | 1 epizód                                                         |
| 1998      |                                             | Mosley                                  | Barbara Hutchinson           | 1 epizód                                                         |
| 1998      | Kisvárosi gyilkosságok                      | Midsomer Murders                        | Becky Smith                  | 1 epizód                                                         |
| 1999      |                                             | The Vice                                | Emma                         | 2 epizód                                                         |
| 1999      | Noé bárkája                                 | Noah's Ark                              | Miriam                       | minisorozat (2 epizód)                                           |
| 1999      |                                             | Goodnight Sweetheart                    | Flic                         | 3 epizód                                                         |
| 1999      |                                             | Dangerfield                             | Ana Mogollon Cabrera         | 1 epizód                                                         |
| 1999      |                                             | All the King's Men                      | Lady Frances                 | tévéfilm                                                         |
| 2001–2002 | Mocsok macsók meséi                         | The Mind of the Married Man             | Donna Barnes                 | állandó szereplő (20 epizód)                                     |
| 2003      |                                             | Coupling                                | Sally Harper                 | állandó szereplő (10 epizód)                                     |
| 2004      | Titkok könyvtára – A Szent Lándzsa küldetés | The Librarian: Quest for the Spear      | Nicole Noone                 | - tévéfilm - magyar hangja: - Orosz Helga - Zakariás Éva         |
| 2004–2006 | CSI: New York-i helyszínelők                | CSI: NY                                 | Jane Parsons                 | 10 epizód                                                        |
| 2005–2006 | Sleeper Cell – A terroristacsoport          | Sleeper Cell                            | Patrice Serxner ügynök       | 4 epizód                                                         |
| 2006      | Gyilkos számok                              | Numb3rs                                 | Susan Berry                  | 1 epizód                                                         |
| 2006–2010 | Lost – Eltűntek                             | Lost                                    | Penelope 'Penny' Widmore     | 13 epizód                                                        |
| 2007      | Mondd, hogy szeretsz!                       | Tell Me You Love Me                     | Carolyn                      | állandó szereplő (10 epizód)                                     |
| 2008      | Kedves kis semmiség                         | Sweet Nothing in My Ear                 | Joanna Tate                  | tévéfilm                                                         |
| 2008      | Terminátor – Sarah Connor krónikái          | Terminator: The Sarah Connor Chronicles | Michelle Dixon               | 5 epizód                                                         |
| 2009–2010 | FlashForward – A jövő emlékei               | FlashForward                            | Dr. Olivia Benford           | állandó szereplő (22 epizód)                                     |
| 2010      | In Treatment – A terapeuta                  | In Treatment                            | Julia                        | 3 epizód                                                         |
| 2012      | Esküdt ellenségek: Különleges ügyosztály    | Law & Order: Special Victims Unit       | Anne Barnes                  | 1 epizód                                                         |
| 2012      | Haláli zsaruk                               | Common Law                              | Dr. Elise Ryan               | állandó szereplő (12 epizód)                                     |
| 2013–2014 | Vásott szülők                               | Parenthood                              | Meredith Peet                | 6 epizód                                                         |
| 2014      | A jó nővér                                  | The Good Sister                         | Kate / Linda                 | tévéfilm                                                         |
| 2014      | Botrány                                     | Scandal                                 | Katherine Winslow            | 2 epizód                                                         |
| 2014      | Sherlock és Watson                          | Elementary                              | Angela White                 | 1 epizód                                                         |
| 2014–2015 |                                             | Power                                   | Madeline Stern               | 4 epizód                                                         |
| 2015      | A hátrahagyottak                            | The Leftovers                           | Dr. Allison Herbert (hangja) | 1 epizód                                                         |
| 2015      | Skorpió – Agymenők akcióban                 | Scorpion                                | Olivia Cromwell              | 1 epizód                                                         |
| 2016      | Gyilkos elmék: Túl minden határon           | Criminal Minds: Beyond Borders          | Marion Codwell               | 1 epizód                                                         |
| 2016–2017 | A nagy fogás                                | The Catch                               | Margot Bishop                | - állandó szereplő (20 epizód) - magyar hangja: - Németh Kriszta |
| 2017      | A vérvonal árnyai                           | Bloodline                               | Vonnie Gallagher             | 1 epizód                                                         |
| 2017      | Ghosted – Parás páros                       | Ghosted                                 | Eckhart                      | 1 epizód                                                         |
| 2018      | Szóljatok a köpcösnek! – A sorozat          | Get Shorty                              | Lila                         | 6 epizód                                                         |
| 2019–2022 | For All Mankind                             | For All Mankind                         | Molly Cobb                   | 17 epizód                                                        |
| 2022      | Éjszakai ég                                 | Night Sky                               | Hanna                        | 2 epizód                                                         |